# România la Jocurile Olimpice de vară din 1924
România la Jocurile Olimpice de vară din 1924, Paris, Franța.
La cea de-a doua participare a României la Jocurile Olimpice, echipa de rugbi a câștigat medalia de bronz, prima medalie olimpică a României, clasându-se pe locul trei din trei țări participante: SUA, Franța și România. Echipa de fotbal a fost eliminată în primul tur după 0-6 cu Olanda.
La tenis, Gheorghe Lupu a reușit să se califice în turul doi iar la tir, cel mai bun rezultat a fost locul 13 din 22 de echipe, obținut la întrecerea de armă calibru mare.

## Medaliați
| Medalie | Nume | Sport | Probă            | Dată |
| ------- | --- | ----- | ---------------- | ---- |
| Bronz   | Dumitru Armășel, Eugen Sfetescu, Sorin Mihăilescu, Teodor Marian, Paul Nedelcovici, Iosif Nemeș, Sterian Soare, Mihai Vardală, Anastasie Tănăsescu, Ion Gârleșteanu, Paul Vidrașcu, Mircea Sfetescu, Nicolae Mărăscu, Gheorghe Benția, Teodor Florian, Dumitru Volvoreanu | Rugby | Turneul masculin |      |

| Medalii după sport | Medalii după sport | Medalii după sport | Medalii după sport |       |
| ------------------ | ------------------ | ------------------ | ------------------ | ----- |
| Sport              | 1                  | 2                  | 3                  | Total |
| Rugby              | 0                  | 0                  | 1                  | 1     |
| Total              | 0                  | 0                  | 1                  | 1     |

## Fotbal
Echipa
| - Albert Ströck-Török - Alexandru Kozovits - Attila Molnar - Aurel Guga - Francisc Zimmermann - Iosif Bartha - Mihai Tänzer - Nicolae Hönigsberg - Nicolae Bonciocat - Rudolf Wetzer - Ștefan Ströck | - Carol Frech (r) - Elemer Hirsch (r) - Iacob Holz (r) - Dezideriu Iacobi (r) - Pompeiu Lazăr (r) - Radu Niculescu (r) - Atanasie Protopopesco (r) - Adalbert Ritter (r) - Francisc Ronnay (r) - Augustin Semler (r) - Leopold Tritsch (r) |

Antrenor: Adrian Suciu
| Echipă  | Probă            | Runda 1       | Runda 2             | Runda 2 | Sfert de finală | Semifinală    | Finală / FM   | Finală / FM |
| Echipă  | Probă            | Adversar Scor | Adversar Scor       | Loc     | Adversar Scor   | Adversar Scor | Adversar Scor |             |
| ------- | ---------------- | ------------- | ------------------- | ------- | --------------- | ------------- | ------------- | ----------- |
| România | Turneul masculin | –             | Țările de Jos P 0-6 | 9       | Nu a avansat    | Nu a avansat  | Nu a avansat  |             |

## Rugby

Echipa de rugbi a României

Echipa
| - Dumitru Armășel - Eugen Sfetescu - Sorin Mihăilescu - Paul Nedelcovici - Teodor Marian - Mihai Vardală - Sterian Soare - Iosif Nemeș - Atanasie Tănăsescu - Dumitru Volvoreanu - Paul Vidrașcu - Nicolae Mărăscu - Mircea Sfetescu - Gheorghe Benția - Teodor Florian - Ion Gîrleșteanu | - Nicolae Anastasiade (r) - Ion Cociocianu (r) - Constantin Cratunescu (r) - Octav Luchide (r) - Jean Henry Manu (r) - Constantin Ionescu (r) |

| Echipă  | Probă            | Primul meci   | Al doilea meci       | Loc |
| Echipă  | Probă            | Adversar Scor | Adversar Scor        | Loc |
| ------- | ---------------- | ------------- | -------------------- | --- |
| România | Turneul masculin | Franța P 3-61 | Statele Unite P 0-37 | 3   |

## Tenis
| Sportiv                       | Probă           | Primul meci                     | Al doilea meci                            | Optimi        | Sferturi de finală | Semifinale    | Finală / FM   | Finală / FM  |              |
| Sportiv                       | Probă           | Adversar Scor                   | Adversar Scor                             | Adversar Scor | Adversar Scor      | Adversar Scor | Adversar Scor | Loc          |              |
| ----------------------------- | --------------- | ------------------------------- | ----------------------------------------- | ------------- | ------------------ | ------------- | ------------- | ------------ | ------------ |
| Gheorghe Lupu                 | simplu masculin | del Canto (MEX) W 6–4, 6–3, 6–4 | Washburn (USA) L 2–6, 3–6, 4–6            | Nu a avansat  | Nu a avansat       | Nu a avansat  | Nu a avansat  | Nu a avansat | Nu a avansat |
| Nicolae Mișu                  | simplu masculin | Washer (BEL) L 3–6, 4–6, 2–6    | Nu a avansat                              | Nu a avansat  | Nu a avansat       | Nu a avansat  | Nu a avansat  | Nu a avansat | Nu a avansat |
| Alexandru Roman               | simplu masculin | N/A                             | von Kehrling (HUN) L 1–6, 1–6, 2–6        | Nu a avansat  | Nu a avansat       | Nu a avansat  | Nu a avansat  | Nu a avansat | Nu a avansat |
| Gheorghe Lupu Alexandru Roman | masculin dublu  | N/A                             | Torralva / Torralva (CHI) L 5–7, 2–6, 3–6 | Nu a avansat  | Nu a avansat       | Nu a avansat  | Nu a avansat  | Nu a avansat | Nu a avansat |

## Tir
| Sportiv                                                                                  | Probă                             | Finală | Finală |
| Sportiv                                                                                  | Probă                             | Puncte | Loc    |
| ---------------------------------------------------------------------------------------- | --------------------------------- | ------ | ------ |
| Vasile Ghițescu                                                                          | pușcă de calibru mic 50 m, culcat | 355    | 63     |
| Vasile Ghițescu                                                                          | pușcă liberă 600 m                | 57     | 68     |
| Constantin Țenescu                                                                       | pușcă de calibru mic 50 m, culcat | 326    | 65     |
| Constantin Țenescu                                                                       | pușcă liberă 600 m                | 83     | 19     |
| Simion Vartolomeu                                                                        | pușcă de calibru mic 50 m, culcat | 369    | 52     |
| Simion Vartolomeu                                                                        | pușcă liberă 600 m                | 70     | 55     |
| Alexandru Vatamanu                                                                       | pușcă de calibru mic 50 m, culcat | 321    | 66     |
| Alexandru Vatamanu                                                                       | pușcă liberă 600 m                | NT     | –      |
| Vasile Ghițescu Mihai Plătăreanu Constantin Țenescu Simion Vartolomeu Alexandru Vatamanu | pușcă liberă pe echipe            | 524    | 13     |

## Legături externe
- Echipa olimpică a României Arhivat în 5 noiembrie 2021, la Wayback Machine. la Comitetul Olimpic si Sportiv Român
- en  Romania at the 1924 Summer Olympics la Olympedia.org